# Трисульфид диэрбия
Трисульфид диэрбия — бинарное неорганическое соединение
эрбия и серы
с формулой Er2S3,
кристаллы.

## Получение
- Нагревание стехиометрических количеств чистых веществ в инертной атмосфере:

{\displaystyle {\mathsf {2Er+3S\ {\xrightarrow {1730^{o}C}}\ Er_{2}S_{3}}}}

## Физические свойства
Трисульфид диэрбия образует кристаллы нескольких модификаций:
- δ-Er2S3, моноклинная сингония, пространственная группа P 21/m, параметры ячейки a = 1,7404 нм, b = 0,3978 нм, c = 1,0092 нм, β = 98,67°, структура типа трисульфида дигольмия Ho2S3;
- γ-Er2S3, кубическая сингония, пространственная группа I 43d, параметры ячейки a = 0,8244 нм, Z = 6, структура типа тетрафосфида тритория Th3P4;
- Er2S3, ромбическая сингония, пространственная группа P nma, параметры ячейки a = 1,0526 нм, b = 0,3824 нм, c = 1,0374 нм, Z = 4, структура типа трисульфид дисурьмы Sb2S3[1][2].

Соединение конгруэнтно плавится при температуре ~1730 °С.